# Farewell (Superflyの曲)
「Farewell」（フェアウェル）は、Superflyのデジタル・ダウンロード・シングル。ユニバーサルシグマからリリースされた。

## 概要
2022年8月29日にデジタル・ダウンロードでリリースされた「Presence」から約4ヶ月ぶりのシングル。
本楽曲は、2023年1月13日公開の映画『イチケイのカラス』の主題歌として書き下ろされた。映画主題歌を担当するのは、2019年公開の『プロメア』に書き下ろした「覚醒」と「氷に閉じこめて」以来約4年ぶりとなる。
タイトルの“Farewell”とは、「別れ」「告別」「さようなら(別れの言葉)」を意味する単語であり、楽曲について越智は、「叶わぬ思い」をモチーフにしたことについて触れ、「“大切な人を想う”その気持ちを抱けたことを大事にしたいなと思い、そんな気持ちが昇華されるような祈りの曲をつくりました。どうか映画と一緒に楽しんでいただけたらと思います」とコメントしている。
本楽曲も同年内にリリースされた前3作と同様、詳しいインタビューの内容がSuperflyのデビュー15周年記念の特設サイトに掲載された。なお、同インタビューでは先述の楽曲のモチーフについて、映画の監督からのオーダーもあり、部分的ながら越智本人の実体験に基づいて書いたものであることが明かされている。
映画『イチケイのカラス』公開日にTOHOシネマズ 六本木ヒルズで行われた同映画の初日舞台挨拶にはSuperflyも登壇し、本楽曲をアコースティックバージョンで歌唱。Superflyが映画館での歌唱するのはこれが初となった。

### 映画『イチケイのカラス』関係者によるコメント
主演の竹野内豊は、13年前に越智と会った際にその歌声に感動したことを振り返ったうえで、本楽曲については「失敗を恐れ、一歩踏み出す勇気が出ない､そんな時に、Superflyさんの優しくて強い歌声に、そっと背中を押してもらえると思います」とコメント。
また、監督の田中亮は、「主題歌を受け取って初めて映像に重ね合わせた時、今作に必要な最後のピースがカチッとハマる音が聞こえました」「映画館を出たあと、『もう一度笑えますように』『明日を生きよう』などの歌詞の意味を噛み締めながら、映画の住人たちの未来に思いを馳せてもらえると嬉しいです」と意気込んでいる。

## ミュージック・ビデオ
楽曲のリリースと同日に、YouTubeのSuperfly公式チャンネル上でリリックビデオが公開。
ミュージックビデオは2023年1月9日21時に、YouTubeの同チャンネル上で公開された。監督は「Voice」と同じ大久保拓朗が務めており、無数のモノが浮かんだ空間で歌唱するシーンでは「時間の静止」、月を背景に歌唱するシーンでは「時間の流れ」、終盤の雲一つない草原で歌い上げるシーンでは楽曲の持つ壮大なスケールを描いているとしている。
2023年1月27日には、映画『イチケイのカラス』の映像とコラボレーションしたスペシャルミュージックビデオもYouTubeの同チャンネル上に公開された。

## 収録曲
iTunes（通常盤）、レコチョク等
1. Farewell
  - 作詞：越智志帆・jam、作曲：越智志帆・木崎賢治・宮田“レフティ”リョウ、編曲：宮田“レフティ”リョウ

同年内にデジタル・ダウンロードでリリースされた前3作と同様、iTunesではプレオーダーが受け付けられたが、今作にはプレオーダー特典は用意されていない。

## Gospel Ver.
2023年2月14日に、本楽曲をリアレンジした「Farewell (Gospel Ver.)」（ゴスペル バージョン）が配信リリースされた。
本バージョンにおける伴奏はピアノのみで構成されており、越智やコーラスの歌声をより際立たせた仕上がりとなっている。
リリースと同日には、YouTubeのSuperfly公式チャンネル上に、本バージョン収録時の歌唱の様子を収めたミュージックビデオも公開された。
iTunes、レコチョク等
1. Farewell (Gospel Ver.)
  - ピアノ：鶴谷崇
  - コーラス：稲泉りん・竹本健一・塚本直・Luz・若島史佳